# Duncan (voornaam)
Duncan is een jongensvoornaam en ook een veelvoorkomende achternaam. De naam is van oorsprong Keltisch en betekent "bruine strijder".

## Personen (achternaam Duncan)
- Tim Duncan  (basketballer)

## Personen (voornaam Duncan)
- Duncan Edwards, een Engelse voetballer
- Duncan Grant, een Schotse kunstschilder
- Duncan Hunter, een Amerikaans politicus
- Duncan James, een Britse zanger
- Duncan Laurence, Nederlands zanger, winnaar van het Eurovisiesongfestival van 2019